# Bernardina Rich
Bernardina Maria Elvira Rich, nasceu em Cuiabá, Mato Grosso, no dia 10 de março de 1872 e faleceu no dia 19 de julho de 1942. Mulher, negra, professora e jornalista. Diplomou-se como Normalista no ano de 1888, ano em que pleiteou uma vaga em concurso. No concurso, concorria apenas ela e uma candidata branca. Ambas tiveram o mesmo desempenho nas provas e ficaram empatadas. No resultado final, a candidata branca ficou com a vaga. No ano de 1890, efetivou-se como professora primária em Cuiabá. É considerada a primeira professora negra concursada no estado de Mato Grosso.

## Premiações
- Recebeu in memória o Prêmio “Ruth Marques Correa da Costa” oferecido pelo Conselho da Mulher do estado de Mato Grosso.[3]
- Recebeu in memoria O Prêmio “Padre Tem Cate” de Direitos Humanos oferecido pela Assembleia Legislativa do estado de Mato Grosso.
- Seu nome está na biblioteca do Presídio Feminino Ana Maria do Couto;

## Entrevistas, matérias e outros sobre Bernardina Rich:
1. - Matéria na série Cuiabá 300 anos pela TV Centro América

## Ligações Externas
- “Educação e Fronteira a Questão do Negro em MT” (dissertação de mestrado da Profª. Dra. Nailza Gomes)
- Livro “Memórias de Presente” (da jornalista Isa Cambará)

## Referência
1. ↑  Marques, A. M., & Gomes, N. da C. B. (2017). Bernardina Rich (1872-1942): uma mulher negra no enfrentamento do racismo em Mato Grosso. Revista Territórios E Fronteiras, 10(2), 110–132.
2. ↑  MARQUES, A. M.; GOMES, N. da C. B. Bernardina Rich (1872-1942): uma mulher negra no enfrentamento do racismo em Mato Grosso. Revista Territórios e Fronteiras, [S. l.], v. 10, n. 2, p. 110–132, 2017. DOI: 10.22228/rtf.v10i2.688
3. ↑  Informação, Coordenadoria de Tecnologia da. «Bernardina Rich: sol da educação negra no séc. XIX». www.tjmt.jus.br. Consultado em 2 de agosto de 2024